# Tor Halvor Bjørnstad
Tor Halvor Bjørnstad (* 17. Mai 1978) ist ein ehemaliger norwegischer Biathlet, Skilangläufer, Radsportler und Wintertriathlet.

## Werdegang
Tor Halvor Bjørnstad gab sein internationales Debüt bei den Europameisterschaften 2000 in Zakopane. Beste Platzierung war ein 13. Platz im Sprint. Zum Beginn der folgenden Saison 2000/01 startete Bjørnstad erstmals in Hochfilzen im Biathlon-Weltcup. 82. wurde er in seinem ersten Sprintrennen. In Haute-Maurienne startete er erneut bei der EM und belegte in allen drei Einzelrennen Plätze zwischen Elf und 15. Zu Beginn der nächsten Saison gewann er in einem Sprint in Osrblie als 24. erstmals Weltcuppunkte. Zeitweise wurde Bjørnstad auch im Europacup eingesetzt und belegte häufig vordere Platzierungen. So gewann er in Forni Avoltri einen Sprint und eine Verfolgung. Am Holmenkollen in Oslo belegte er mit einem 15. Platz im Sprint und einem elften Platz in der Verfolgung seine beiden besten Weltcupplatzierungen. Seine letzten internationalen Rennen lief er im Jahr 2005.
Nachdem er seine Biathlonkarriere beendet hatte, wechselte er zum Langlauf, wo er aber bis auf einzelne Siege in kleineren nationalen Rennen keinen großen Erfolg erzielen konnte. 2008 trat er vom Leistungssport zurück, um sich seinem Medizinstudium zu widmen. Im Januar 2009 feierte er aber ein Comeback im Skisport, als er norwegischer Meister im Wintertriathlon wurde und einen Monat später sogar Weltmeister in dieser Sportart. Damit schreibt Bjørnstad Geschichte, in moderner Zeit in drei Sportarten erfolgreich gewesen zu sein. In allen Disziplinen wurde er norwegischer Meister und startete international für Norwegen.
Im Sommer 2009 gewann der gute Radsportler Bjørnstad die Norwegische Meisterschaft über die Marathonstrecke mit dem Mountainbike und durfte daher auch an der WM teilnehmen. Dort landete er abgeschlagen im großen Feld.
Im Februar 2010 wurde er nach seinem Erfolg aus dem Vorjahr Vize-Weltmeister im Wintertriathlon.

## Sportliche Erfolge

### Biathlon-Weltcup-Platzierungen
| Platzierung                      | Einzel | Sprint | Verfolgung | Massenstart | Staffel | Gesamt |
| -------------------------------- | ------ | ------ | ---------- | ----------- | ------- | ------ |
| 1. Platz                         |        |        |            |             |         |        |
| 2. Platz                         |        |        |            |             |         |        |
| 3. Platz                         |        |        |            |             |         |        |
| Top 10                           |        |        |            |             |         |        |
| Punkteränge                      |        | 4      | 3          |             |         | 7      |
| Starts                           | 4      | 16     | 8          |             |         | 28     |
| Stand: nach der Saison 2008/2009 |        |        |            |             |         |        |

### Wintertriathlon
| Datum/Jahr    | Platz | Wettbewerb                                  | Austragungsort | Zeit     | Bemerkung |
| ------------- | ----- | ------------------------------------------- | -------------- | -------- | --- |
| 13. Feb. 2010 | 2.    | ITU Winter Triathlon World Championships    | Eidsvoll       | 01:10:20 | Vize-Weltmeister |
| 6. Feb. 2010  | 5     | ETU Winter Triathlon European Championships | Lygna          | 01:10:33 | |
| 14. Feb. 2009 | 1.    | ITU Winter Triathlon World Championships    | Gaishorn       | 01:18:08 | Weltmeister im Wintertriathlon (6 km Laufen, 10 km Mountainbike und 8 km Skilanglauf) bei seinem erst zweiten Start und vor seinem Landsmann Arne Post |